# Sandak

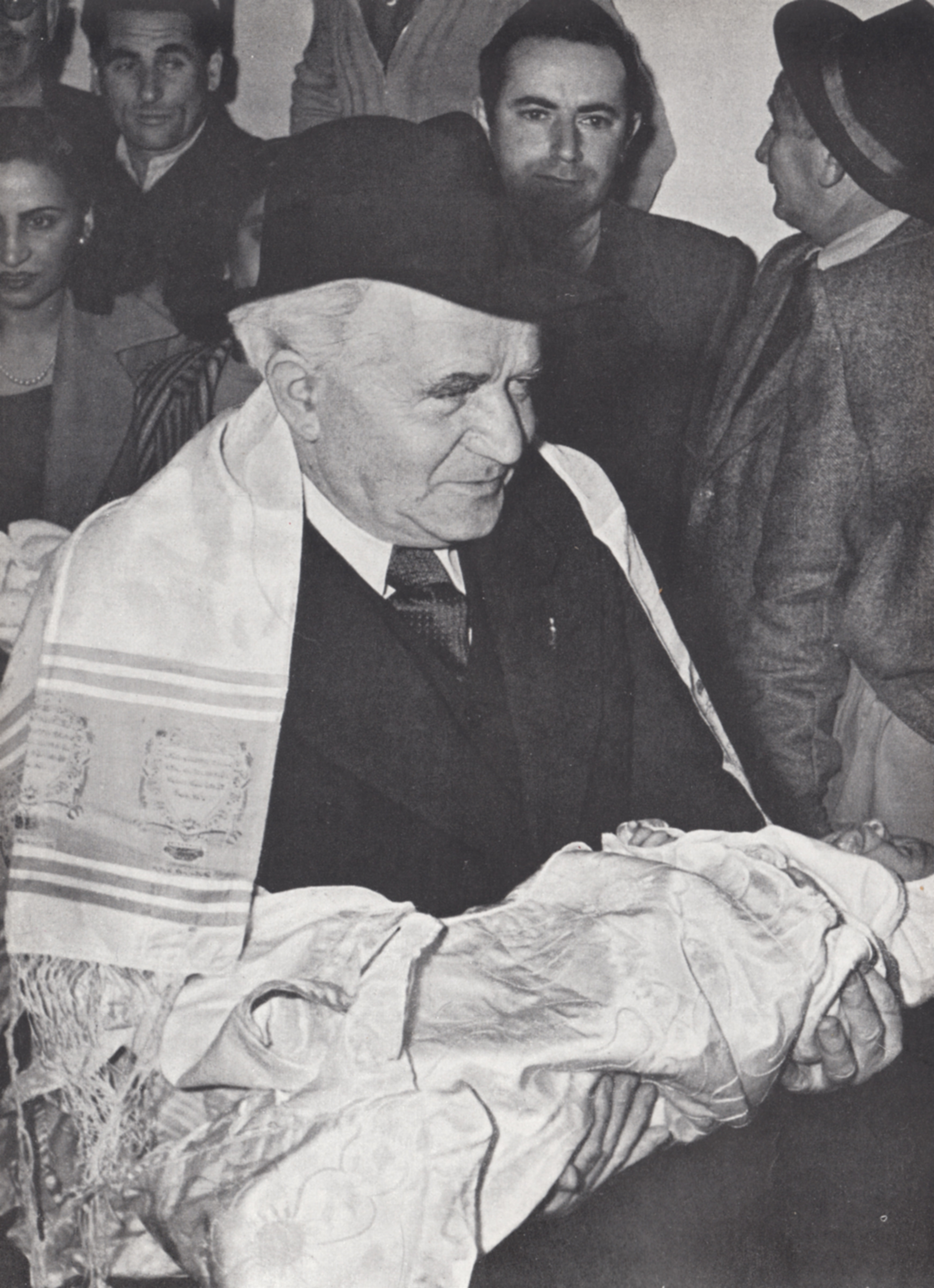
Dawid Ben Gurion jako sandak

Sandak lub sandek (hebr סנדק, prawdopodobnie z gr. συντεκνος – dosł. przy dziecku) – osoba, która trzyma podczas obrzezania dziecko na kolanach. Jej praktyczne zadanie polega na unieruchomieniu niemowlęcia w celu umożliwienia dokonania obrzezania przez mohela.  
Pełnienie roli sandaka było uważane za wielki zaszczyt. Najczęściej był nim dziadek dziecka, ale chętnie widziano w tej roli znanych uczonych w prawie religijnym. Czasem spotyka się porównanie roli sandaka do ojca chrzestnego w chrześcijaństwie. Po prawej stronie sandaka umieszczano tzw. krzesło Eliasza. 